# تئودور فره

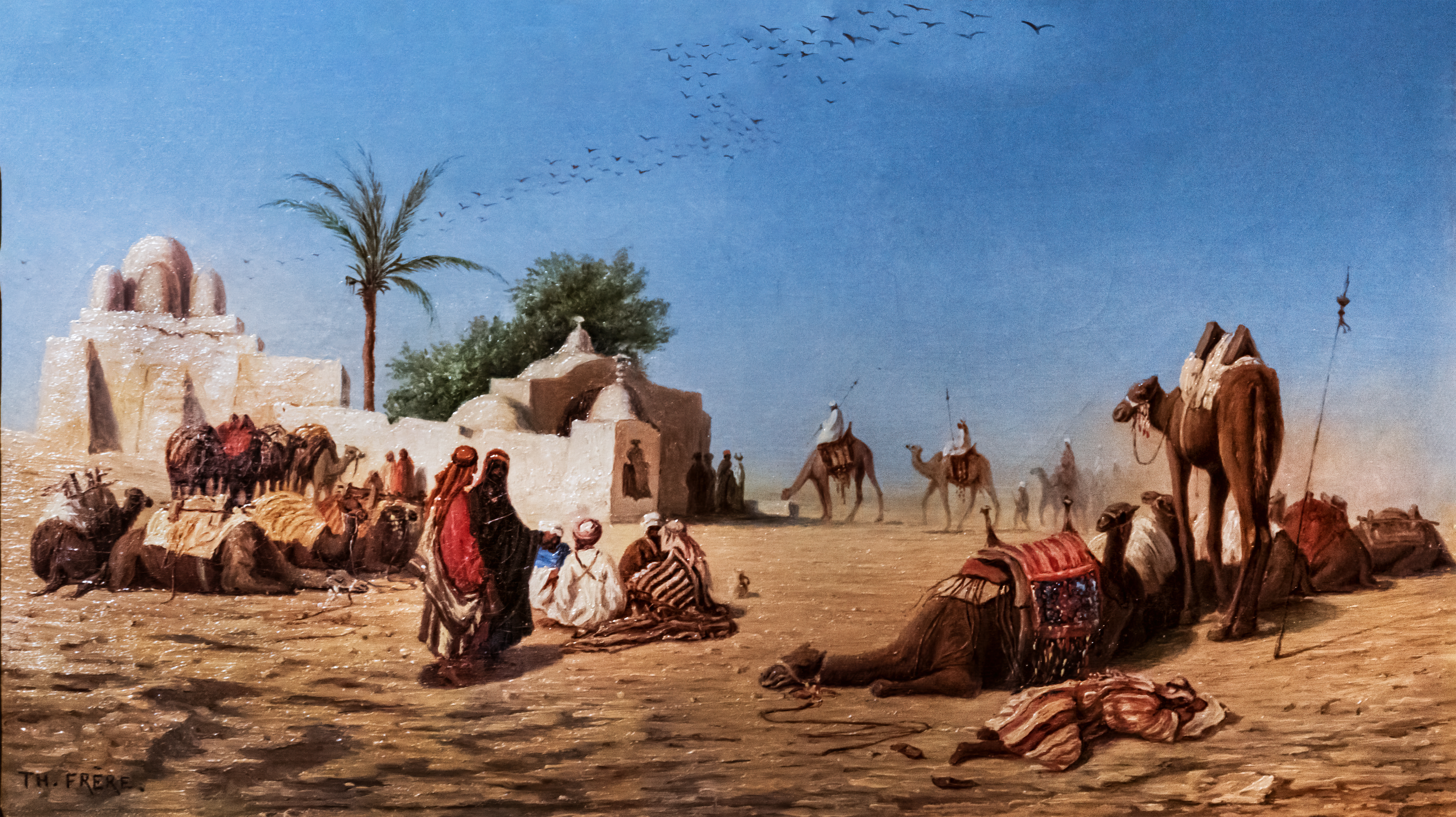
چارلز تئودور فره: توقف شتر سواران در کاروانسرا

چارلز-تئودور فره (زاده ۲۱ ژوئن ۱۸۱۴، پاریس – درگذشته ۲۴ مارس ۱۸۸۸) نقاش شرق‌شناس فرانسوی بود. برادر کوچکترش، پیر ادوارد و برادرزاده همنامش، چارلز ادوارد فره نیز نقاش بودند.

## زندگینامه
فره که فرزند یک ناشر موسیقی پاریسی بود، در مدرسه عالی ملی هنرهای زیبا فرانسه زیر نظر لئون کوگنیه و کامیل روکپلان تحصیل کرد.
پس از اتمام تحصیلاتش، او به سراسر فرانسه سفر کرد و از آلزاس دیدن کرد. اولین کار او احتمالا یک نقاشی با مداد بود که یک خانه کشاورزی روستایی را در سال ۱۸۳۳ نشان می‌دهد. وی سفر هایی به شمال آفریقا و بخش‌های از امپراتوری عثمانی داشت اما هیچگاه به ایران سفر نکرد و آثار او از ایران بر اساس نوشته‌ها و توصیف‌های آزماستون از سفرش به ایران بود.

## گالری آثار برگزیده

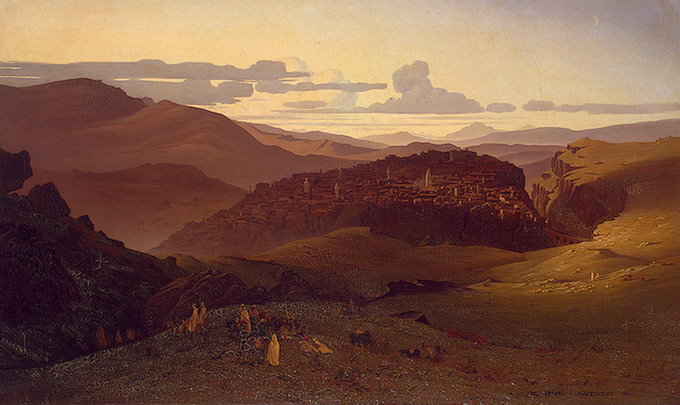
Vue de la Ville de Constantine (1841)
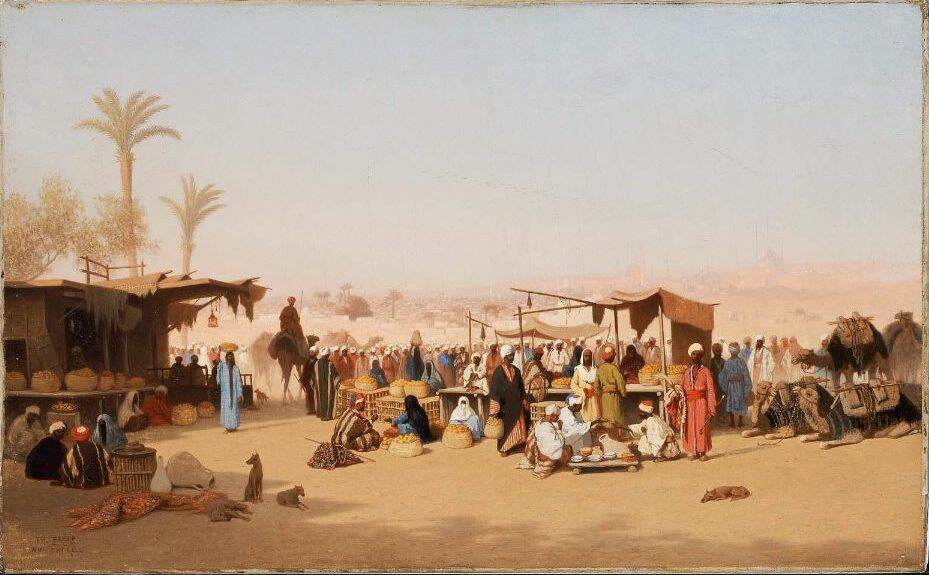
Scène de marché au Caire (1864)
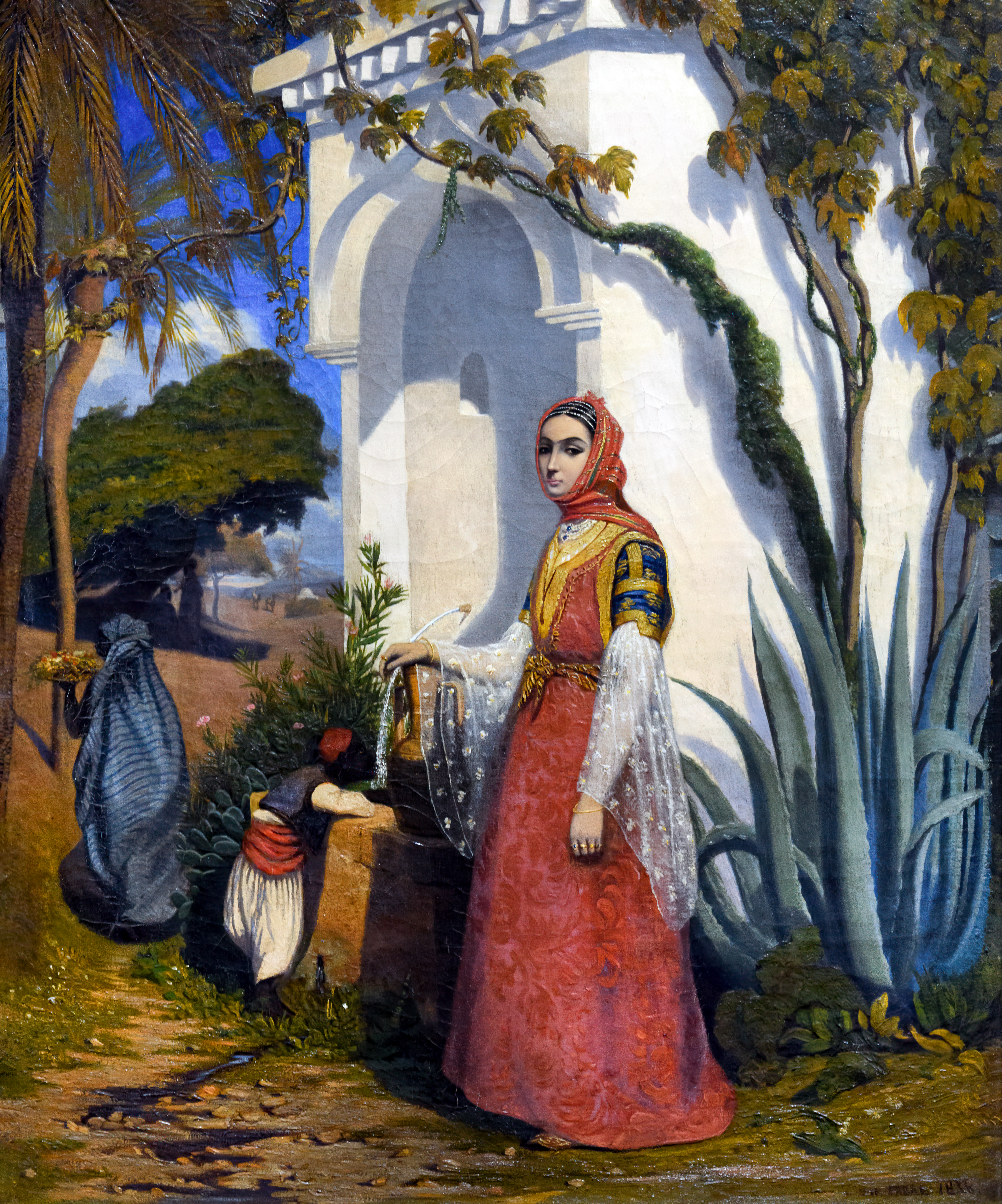
Oriental woman at the fountain - Musée des Beaux-Arts de Narbonne, 1838
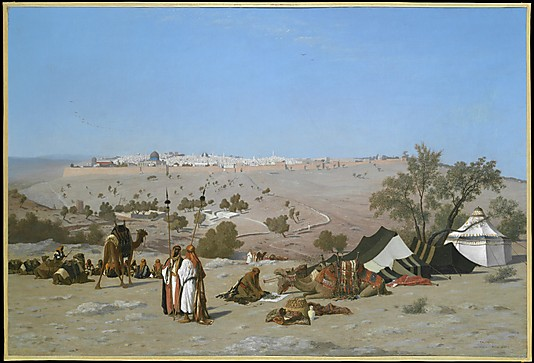
Jérusalem vue de la vallée de Jéhosafat (c. 1881)
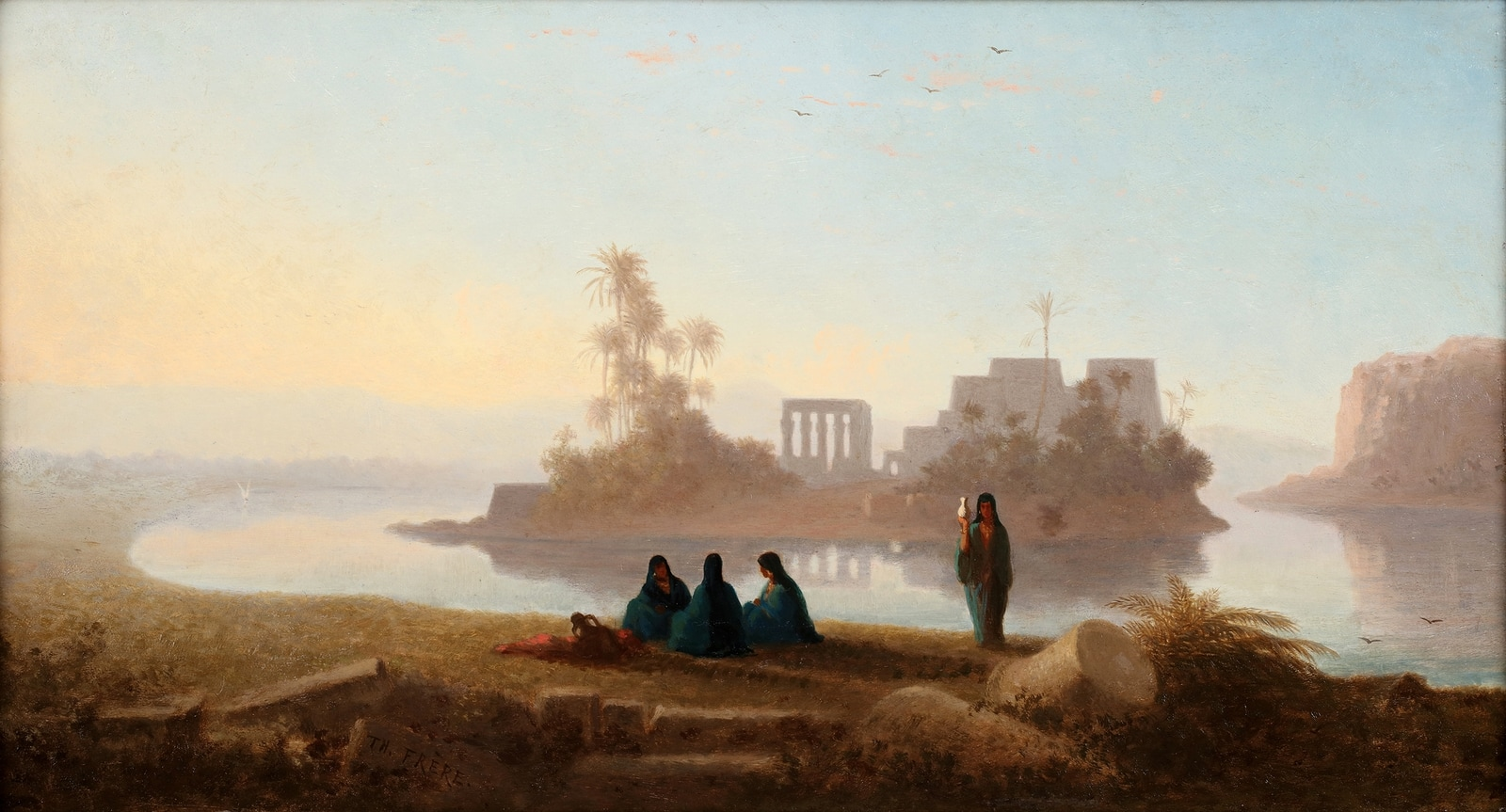
The temple of Philae (French collection)